# کارمن (فیلم ۱۹۸۳)
«کارمن» (انگلیسی: Carmen (1983 film)) فیلمی در ژانر رمانتیک، درام، و موزیکال به کارگردانی کارلوس سائورا است که در سال ۱۹۸۳ منتشر شد. از بازیگران آن می‌توان به پاکو د لوسیا اشاره کرد.

## خلاصه داستان
«آنتونیو» (گادس)، طراح رقص، به دنبال رقصنده ای برای ایفای نقش اصلی «کارمن» اثر «بیزه» است؛ اگرچه همکار او، «کریستینا» (هویوس) رقصنده ی بی نظیری است، اما برای ایفای این نقش کمی پیر است. با ورود دختر ناشناسی (دل سول)، «آنتونیو» او را همان «کارمن» رؤیایی اش می بیند.

## درباره فیلم
کارمنِ سائورا را بر مبنای اپرای ژرژ بیزه، نه می توان فیلمی موزیکال دانست و نه آن طور که گفته می شود یک فیلم  باله، زیرا آمیزه ای است از چند هنر که همه با هم در تعادل و توازن اند. رقص های فیلم خیره کننده است و فضای فیلم را از آن چه هست تخدیری تر و خلسه آورتر می کند.

## جوایز و دستاوردها
- این فیلم برنده جایزه BAFTA بهترین فیلم خارجی زبان شد.
- این فیلم به جشنواره کن 1983 راه یافت و در آنجا برنده جایزه بزرگ دستاورد فنی و جایزه بهترین مشارکت هنری شد.
- نامزد اسکار بهترین فیلم خارجی زبان شد.